# متحف كنوز الماضي
متحف كنوز الماضي أو متحف خالد بن محمد الحمل أحد متاحف المنطقة الشرقية الخاصة التراثية الشعبية، شرق المملكة العربية السعودية، يقع المتحف في محافظة الأحساء، أسسه خالد بن محمد الحمل، يقع المتحف في المبرز الراشدية ضمن سكن صاحبه.
يتكون من ثلاث قاعات تضم المجلس والسوق الشعبي القديم، وتبلغ عدد مقتنات المتحف بنحو 3500 قطعة تراثية متنوعة، مرتبة حسب الوظيفة والمادة وذلك بوضع معروضات المتحف داخل دواليب أو على ارفف وأما القطع التراثية ذات الحجم الثقيل فمعروضة على الأرض مباشرة وتم تعليق بعضها.
يوجد في المتحف ملابس وحلي وعملات وبعض الطيور المحنطة وبعض الدراجات النارية وسيارة قديمة، ومصحف عمره 150 سنة، ومخطوطات نادرة، وغرفة معيشة، ومجلس وسوق شعبي قديم، وتعرض هذه المقتنيات الأثرية من خلال قاعة مرتبة حسب الوظيفة والمادة، فتوضع المعروضات داخل دواليب أو على أرفف وأما القطع التراثية ذات الحجم الثقيل فمعروضة على الأرض مباشرة وعُلق بعضها.
ومالك المتحف هو خالد بن محمد الحمل

## الموقع
يقع المتحف في محافظة الأحساء المبرز الراشدية، ضمن سكن صاحبه.

## القاعات
يتكون من ثلاث قاعات تضم المجلس والسوق الشعبي القديم مقسمة عدة اقسام منها البقالة والحلاق والمخبز والحداد والنجار والخراز وغيرها من الحرف اليدوية.

## المحتويات
يوجد ملابس وحلي وعملات وبعض الطيور المحنطة وبعض الدراجات النارية وسيارة قديمة، ومصحف عمره 150 سنة، ومخطوطات نادرة، وغرفة معيشة، ومجلس وسوق شعبي قديم، ويقدر عدد مقتنيات المتحف بنحو 3500 قطعة تراثية متنوعة.

## العرض
عرضت المقتنيات الأثرية من خلال تلك القاعة مرتبة حسب الوظيفة والمادة وذلك بوضع معروضات متحفه داخل دواليب أو على ارفف وأما القطع التراثية ذات الحجم الثقيل فمعروضة على الأرض مباشرة وتم تعليق بعضها.

## المالك
المالك خالد بن محمد الحمل.

## وصلات خارجية
- متحف كنوز الماضي